# Dracula hirsuta
Dracula hirsuta är en orkidéart som beskrevs av Carlyle August Luer och Angel Andreetta. Dracula hirsuta ingår i släktet Dracula och familjen orkidéer. Inga underarter finns listade i Catalogue of Life.